# Antaplaga dimidiata
Antaplaga dimidiata är en fjärilsart som beskrevs av Augustus Radcliffe Grote 1877. Antaplaga dimidiata ingår i släktet Antaplaga och familjen nattflyn. Inga underarter finns listade i Catalogue of Life.